# Gyronotus dispar
Gyronotus dispar är en skalbaggsart som beskrevs av Felsche 1911. Gyronotus dispar ingår i släktet Gyronotus och familjen bladhorningar. Inga underarter finns listade i Catalogue of Life.